# لوبين (مسلسل)
لوبين هو مسلسل تلفزيوني بوليسي فرنسي على الإنترنت أنشأه جورج كاي وفرانسوا أوزان وعرض لأول مرة على نتفليكس في 8 يناير 2021. يقوم الممثل عمر سي بدور أسيان ديوب، شخصية متأثرة بمغامرات أرسين لوبين.

## القصة
في عام 1995، انزعج الشاب أسان ديوب من وفاة والده المتهم بجريمة لم يرتكبها. بعد 25 عامًا، شارك أسان في سرقة قلادة تخص ماري أنطوانيت. الجوهرة المعروضة الآن في متحف اللوفر تنتمي إلى عائلة بيليجريني الثرية. يريد أسان الانتقام من هذه العائلة التي اتهمت والده ظلماً. يحاول أسان أيضًا رعاية ابنه راؤول، الذي يعيش الآن مع صديقته السابقة كلير.

## طاقم التمثيل
- عمر سي بدور أسان ديوب
- فينسينت لونديز بدور الكابتن رومان لوجير
- لوديفين سانيي في دور كلير
- كلوتيلد هيسمي بدور جولييت بيليجريني
- نيكول جارسيا في دور آن بيليجريني
- هيرفيه بيير في دور هوبير بيليجريني
- سفيان كراب في دور يوسف جديرة
- أنطوان جوي بدور بنيامين فيريل
- فارجاس أساندي بدور بابكر ديوب
- شيرين بوتلة بدور الملازم صوفيا بلقاسم
- ايتان سيمون في دور راؤول

أبطال المسلسل
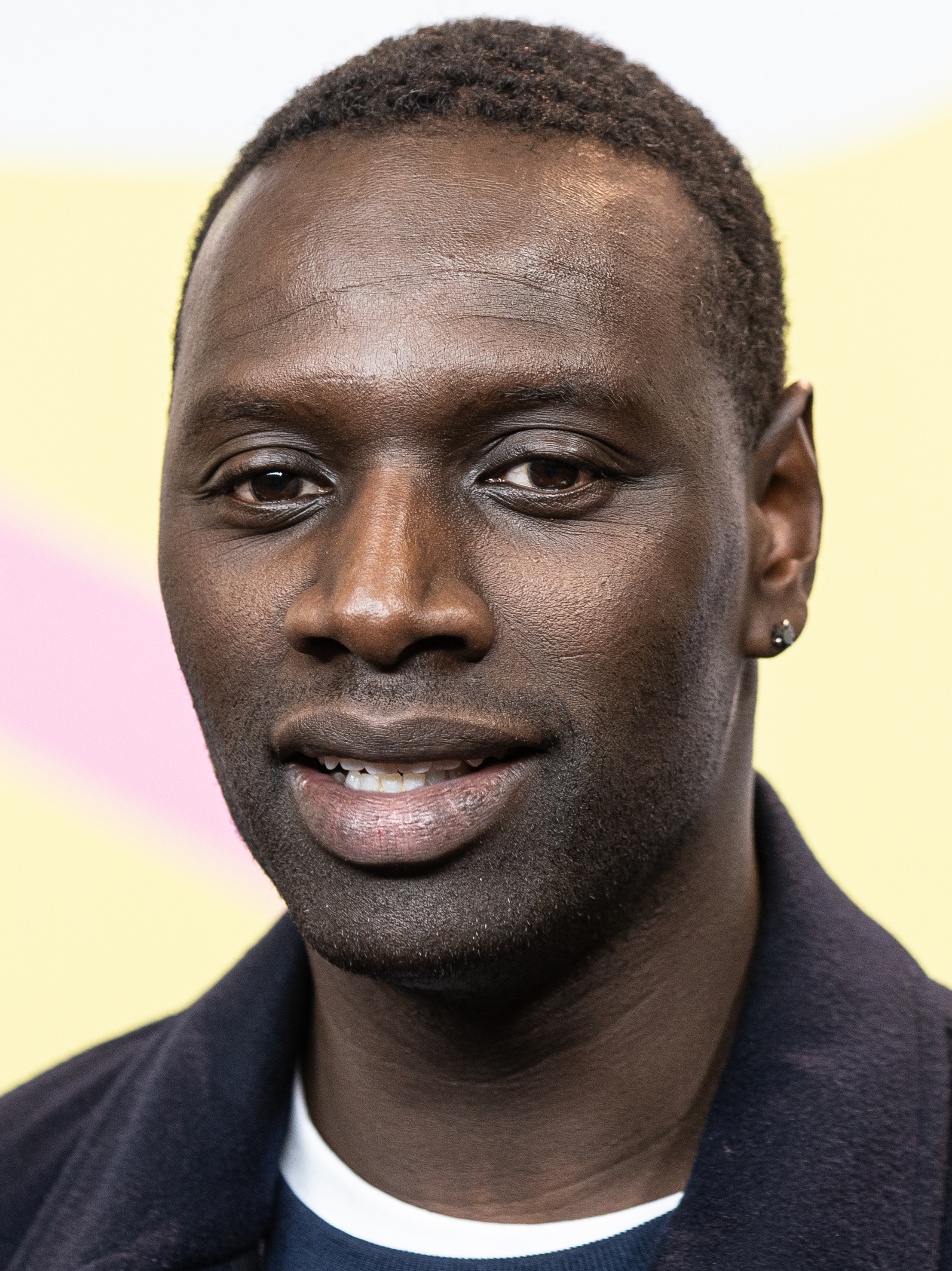
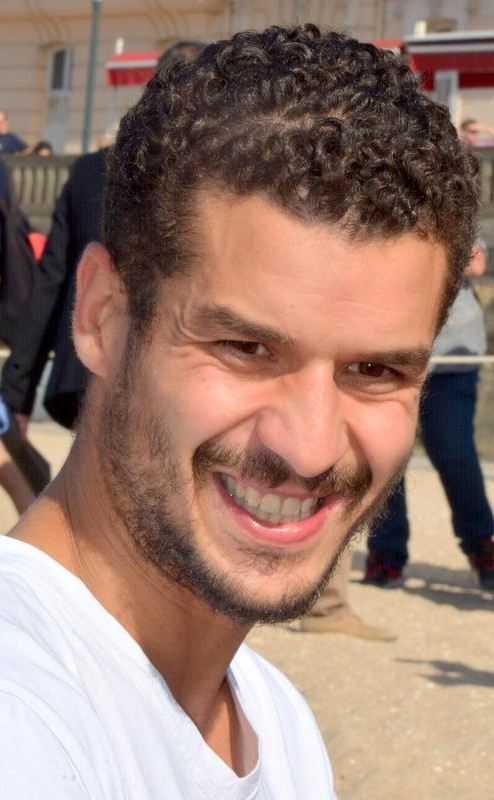
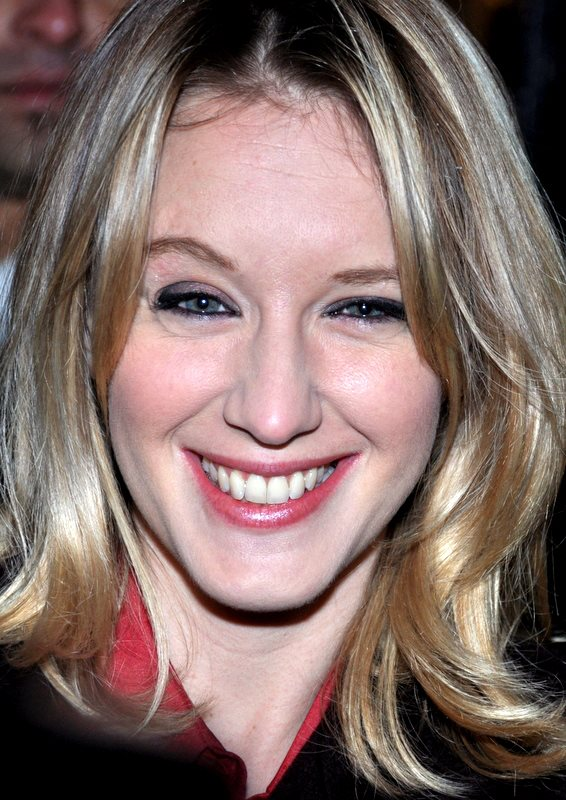
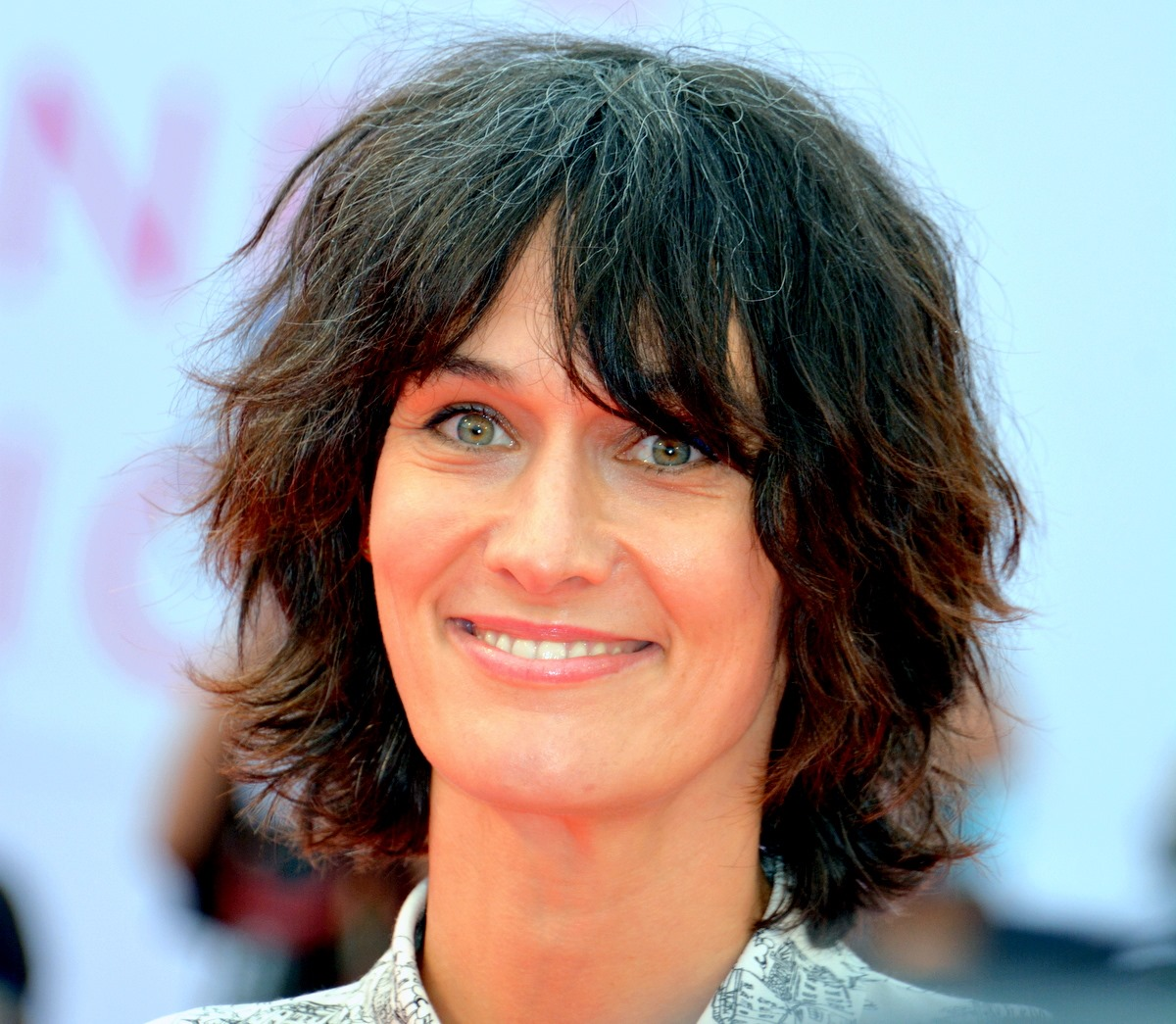
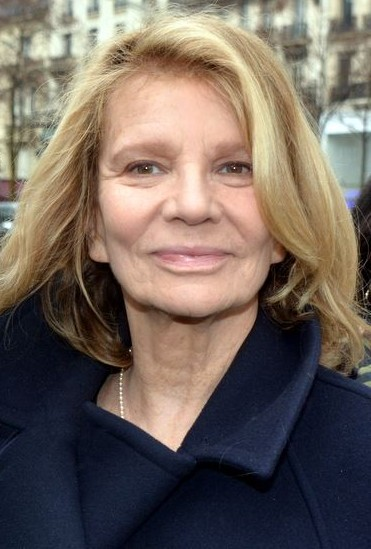
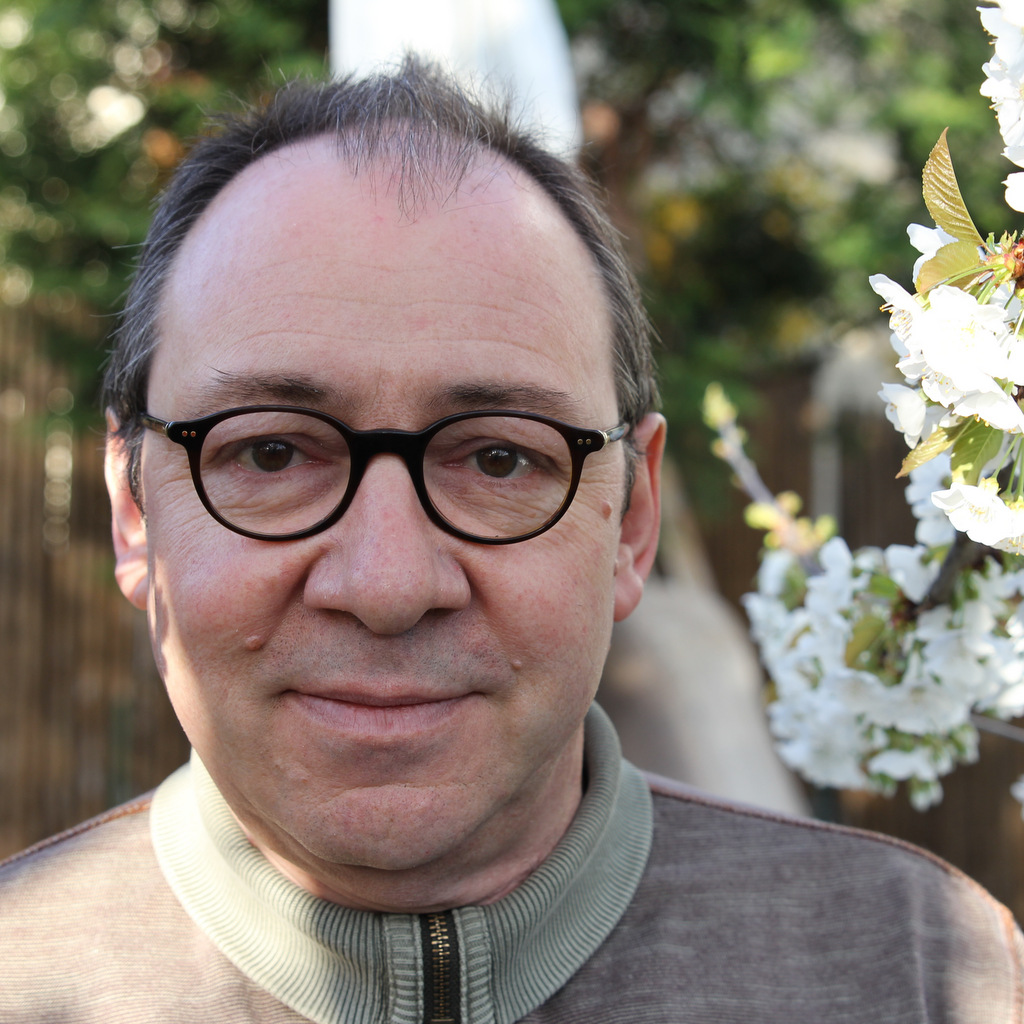

## استقبال
حصل المسلسل على رضا المشاهدين على موقع روتن توميتوز بنسبة 100% بمتوسط تقييم 7.50/10، بناءً على 8 مراجعات.